# Mark Delaney
Mark Anthony Delaney (Haverfordwest, 13 maggio 1976) è un ex calciatore e allenatore di calcio gallese.

## Biografia
Ha origini italiane da parte di madre.

## Carriera
Dopo non essere riuscito a superare un provino per il Manchester Utd, ha iniziato la carriera nel Carmarthen Town F.C.. Nel 1998 si è trasferito nel Cardiff City F.C., finché nel 1999 non ha attirato l'attenzione dell'Aston Villa, che se lo aggiudicò. Gioco con i Villans fino al 15 agosto 2007, quando annunciò il suo ritiro dall'attività agonistica a causa dei tanti infortuni. Ha indossato per 36 volte la maglia della nazionale gallese. Il 5 settembre 2007 ha dichiarato che gli piacerebbe diventare un allenatore.

## Statistiche

### Cronologia presenze e reti in Nazionale
| Cronologia completa delle presenze e delle reti in nazionale ― Galles | Cronologia completa delle presenze e delle reti in nazionale ― Galles | Cronologia completa delle presenze e delle reti in nazionale ― Galles | Cronologia completa delle presenze e delle reti in nazionale ― Galles | Cronologia completa delle presenze e delle reti in nazionale ― Galles | Cronologia completa delle presenze e delle reti in nazionale ― Galles | Cronologia completa delle presenze e delle reti in nazionale ― Galles | Cronologia completa delle presenze e delle reti in nazionale ― Galles |
| Data                                                                  | Città                                                                 | In casa                                                               | Risultato                                                             | Ospiti                                                                | Competizione                                                          | Reti                                                                  | Note                                                                  |
| --------------------------------------------------------------------- | --------------------------------------------------------------------- | --------------------------------------------------------------------- | --------------------------------------------------------------------- | --------------------------------------------------------------------- | --------------------------------------------------------------------- | --------------------------------------------------------------------- | --------------------------------------------------------------------- |
| 9-10-1999                                                             | Wrexham                                                               | Galles                                                                | 0 – 2                                                                 | Svizzera                                                              | Qual. Euro 2000                                                       | -                                                                     |                                                                       |
| 23-2-2000                                                             | Doha                                                                  | Qatar                                                                 | 0 – 1                                                                 | Galles                                                                | Amichevole                                                            | -                                                                     |                                                                       |
| 23-5-2000                                                             | Cardiff                                                               | Galles                                                                | 0 – 3                                                                 | Brasile                                                               | Amichevole                                                            | -                                                                     |                                                                       |
| 2-6-2000                                                              | Chaves                                                                | Portogallo                                                            | 3 – 0                                                                 | Galles                                                                | Amichevole                                                            | -                                                                     |                                                                       |
| 7-10-2000                                                             | Swansea                                                               | Galles                                                                | 1 – 1                                                                 | Norvegia                                                              | Qual. Mondiali 2002                                                   | -                                                                     |                                                                       |
| 11-10-2000                                                            | Bydgoszcz                                                             | Polonia                                                               | 0 – 0                                                                 | Galles                                                                | Qual. Mondiali 2002                                                   | -                                                                     |                                                                       |
| 24-3-2001                                                             | Erevan                                                                | Armenia                                                               | 2 – 2                                                                 | Galles                                                                | Qual. Mondiali 2002                                                   | -                                                                     |                                                                       |
| 28-3-2001                                                             | Cardiff                                                               | Galles                                                                | 1 – 1                                                                 | Ucraina                                                               | Qual. Mondiali 2002                                                   | -                                                                     |                                                                       |
| 6-6-2001                                                              | Kiev                                                                  | Ucraina                                                               | 1 – 1                                                                 | Galles                                                                | Qual. Mondiali 2002                                                   | -                                                                     | 38’                                                                   |
| 1-9-2001                                                              | Swansea                                                               | Galles                                                                | 0 – 0                                                                 | Armenia                                                               | Qual. Mondiali 2002                                                   | -                                                                     |                                                                       |
| 5-9-2001                                                              | Oslo                                                                  | Norvegia                                                              | 3 – 2                                                                 | Galles                                                                | Qual. Mondiali 2002                                                   | -                                                                     |                                                                       |
| 6-10-2001                                                             | Cardiff                                                               | Galles                                                                | 1 – 0                                                                 | Bielorussia                                                           | Qual. Mondiali 2002                                                   | -                                                                     |                                                                       |
| 13-2-2002                                                             | Cardiff                                                               | Galles                                                                | 1 – 1                                                                 | Argentina                                                             | Amichevole                                                            | -                                                                     |                                                                       |
| 27-3-2002                                                             | Cardiff                                                               | Galles                                                                | 0 – 0                                                                 | Rep. Ceca                                                             | Amichevole                                                            | -                                                                     |                                                                       |
| 14-5-2002                                                             | Wrexham                                                               | Galles                                                                | 1 – 0                                                                 | Germania                                                              | Amichevole                                                            | -                                                                     | 82’                                                                   |
| 21-8-2002                                                             | Varaždin                                                              | Croazia                                                               | 1 – 1                                                                 | Galles                                                                | Amichevole                                                            | -                                                                     | Ammonizione                                                           |
| 7-9-2002                                                              | Helsinki                                                              | Finlandia                                                             | 0 – 2                                                                 | Galles                                                                | Qual. Euro 2004                                                       | -                                                                     |                                                                       |
| 16-10-2002                                                            | Cardiff                                                               | Galles                                                                | 2 – 1                                                                 | Italia                                                                | Qual. Euro 2004                                                       | -                                                                     |                                                                       |
| 20-11-2002                                                            | Baku                                                                  | Azerbaigian                                                           | 0 – 2                                                                 | Galles                                                                | Qual. Euro 2004                                                       | -                                                                     | 71’                                                                   |
| 20-8-2003                                                             | Belgrado                                                              | Serbia e Montenegro                                                   | 1 – 0                                                                 | Galles                                                                | Qual. Euro 2004                                                       | -                                                                     | 61’                                                                   |
| 6-9-2003                                                              | Milano                                                                | Italia                                                                | 4 – 0                                                                 | Galles                                                                | Qual. Euro 2004                                                       | -                                                                     | 51’                                                                   |
| 11-10-2003                                                            | Cardiff                                                               | Galles                                                                | 2 – 3                                                                 | Serbia e Montenegro                                                   | Qual. Euro 2004                                                       | -                                                                     |                                                                       |
| 15-11-2003                                                            | Mosca                                                                 | Russia                                                                | 0 – 0                                                                 | Galles                                                                | Qual. Euro 2004                                                       | -                                                                     | 41’                                                                   |
| 19-11-2003                                                            | Cardiff                                                               | Galles                                                                | 0 – 1                                                                 | Russia                                                                | Qual. Euro 2004                                                       | -                                                                     |                                                                       |
| 27-5-2004                                                             | Oslo                                                                  | Norvegia                                                              | 0 – 0                                                                 | Galles                                                                | Amichevole                                                            | -                                                                     | cap.                                                                  |
| 30-5-2004                                                             | Wrexham                                                               | Galles                                                                | 1 – 0                                                                 | Canada                                                                | Amichevole                                                            | -                                                                     | cap.                                                                  |
| 18-8-2004                                                             | Riga                                                                  | Lettonia                                                              | 0 – 2                                                                 | Galles                                                                | Amichevole                                                            | -                                                                     |                                                                       |
| 4-9-2004                                                              | Baku                                                                  | Azerbaigian                                                           | 1 – 1                                                                 | Galles                                                                | Qual. Mondiali 2006                                                   | -                                                                     | 18’                                                                   |
| 8-9-2004                                                              | Cardiff                                                               | Galles                                                                | 2 – 2                                                                 | Irlanda del Nord                                                      | Qual. Mondiali 2006                                                   | -                                                                     | 25’                                                                   |
| 9-10-2004                                                             | Manchester                                                            | Inghilterra                                                           | 2 – 0                                                                 | Galles                                                                | Qual. Mondiali 2006                                                   | -                                                                     |                                                                       |
| 13-10-2004                                                            | Cardiff                                                               | Galles                                                                | 2 – 3                                                                 | Polonia                                                               | Qual. Mondiali 2006                                                   | -                                                                     |                                                                       |
| 26-3-2005                                                             | Wrexham                                                               | Galles                                                                | 0 – 2                                                                 | Austria                                                               | Qual. Mondiali 2006                                                   | -                                                                     |                                                                       |
| 30-3-2005                                                             | Salisburgo                                                            | Austria                                                               | 1 – 0                                                                 | Galles                                                                | Qual. Mondiali 2006                                                   | -                                                                     |                                                                       |
| 8-10-2005                                                             | Belfast                                                               | Irlanda del Nord                                                      | 2 – 3                                                                 | Galles                                                                | Qual. Mondiali 2006                                                   | -                                                                     | 45+1’                                                                 |
| 15-8-2006                                                             | Swansea                                                               | Galles                                                                | 0 – 0                                                                 | Bulgaria                                                              | Amichevole                                                            | -                                                                     | 60’                                                                   |
| 2-9-2006                                                              | Teplice                                                               | Rep. Ceca                                                             | 2 – 1                                                                 | Galles                                                                | Qual. Euro 2008                                                       | -                                                                     | 78’                                                                   |
| Totale                                                                |                                                                       | Presenze                                                              | 36                                                                    |                                                                       | Reti                                                                  | 0                                                                     |                                                                       |

## Palmarès
- Coppa Intertoto UEFA: 1

Aston Villa: 2001